# Кенеді (округ, Техас)
Шаблон:StateAbbr_ 26°56′ пн. ш. 97°37′ зх. д. / 26.93° пн. ш. 97.62° зх. д.
Округ Кенеді (англ. Kenedy County) — округ (графство) у штаті Техас, США. Ідентифікатор округу 48261.

## Історія
Округ утворений 1921 року.

## Демографія
За даними перепису 2000 року загальне населення округу становило 414 осіб, усе сільське. Серед мешканців округу чоловіків було 217, а жінок — 197. В окрузі було 138 домогосподарств, 111 родин, які мешкали в 281 будинках. Середній розмір родини становив 3,26.
Віковий розподіл населення поданий у таблиці:
| Стать    | До 15 років | 15-21 | 22-29 | 30-39 | 40-49 | 50-65 | 65-85 | Понад 85 |
| -------- | ----------- | ----- | ----- | ----- | ----- | ----- | ----- | -------- |
| Чоловіки | 54          | 34    | 13    | 31    | 25    | 39    | 19    | 2        |
| Жінки    | 42          | 23    | 14    | 31    | 22    | 42    | 22    | 1        |

## Суміжні округи
- Клеберг — північ
- Вілласі — південь
- Ідальго — південний захід
- Брукс — захід

## Виноски
1. ↑  Texas State Historical Association, Barkley R. R., Tyler R. C. Handbook of Texas — Texas State Historical Association, 1952. — ISBN 978-0-87611-151-2
2. ↑  https://publications.newberry.org/ahcbp/documents/TX_Individual_County_Chronologies.htm
3. ↑  U.S. Decennial Census. United States Census Bureau. Архів оригіналу за 26 квітня 2015. Процитовано 2 травня 2015.
4. ↑  Texas Almanac: Population History of Counties from 1850–2010 (PDF). Texas Almanac. Архів оригіналу (PDF) за 26 лютого 2015. Процитовано 2 травня 2015.
5. ↑  State & County QuickFacts. United States Census Bureau. Архів оригіналу за 3 вересня 2011. Процитовано 18 грудня 2013.(англ.) Наведено за англійською вікіпедією.
6. ↑  American FactFinder. Бюро перепису населення США. Архів оригіналу за 29 липня 2011. Процитовано 31 січня 2008.

| США | Це незавершена стаття з географії США. Ви можете допомогти проєкту, виправивши або дописавши її. |